# ロイヤルエンフィールド

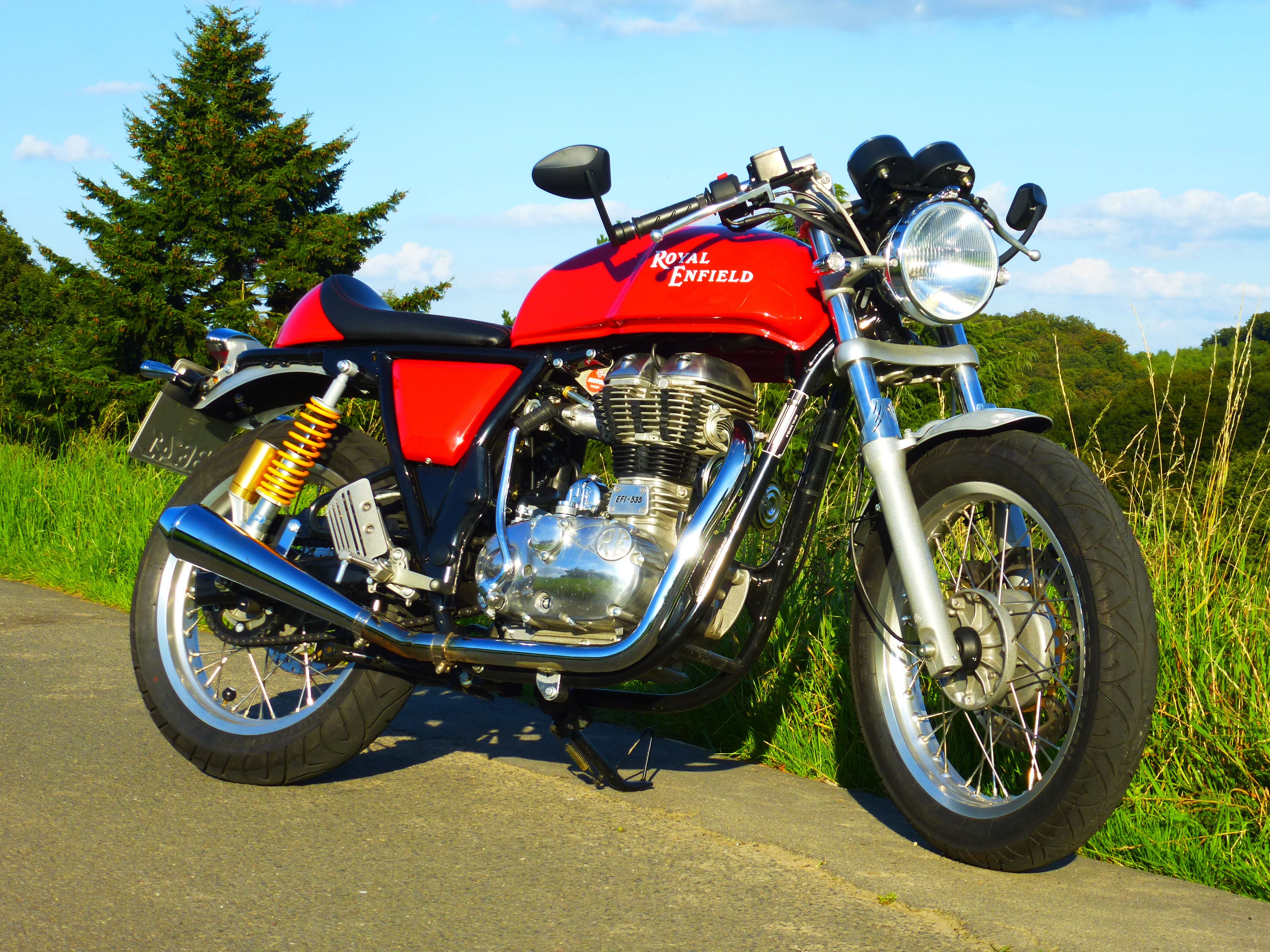
ロイヤルエンフィールド・コンチネンタルGT535

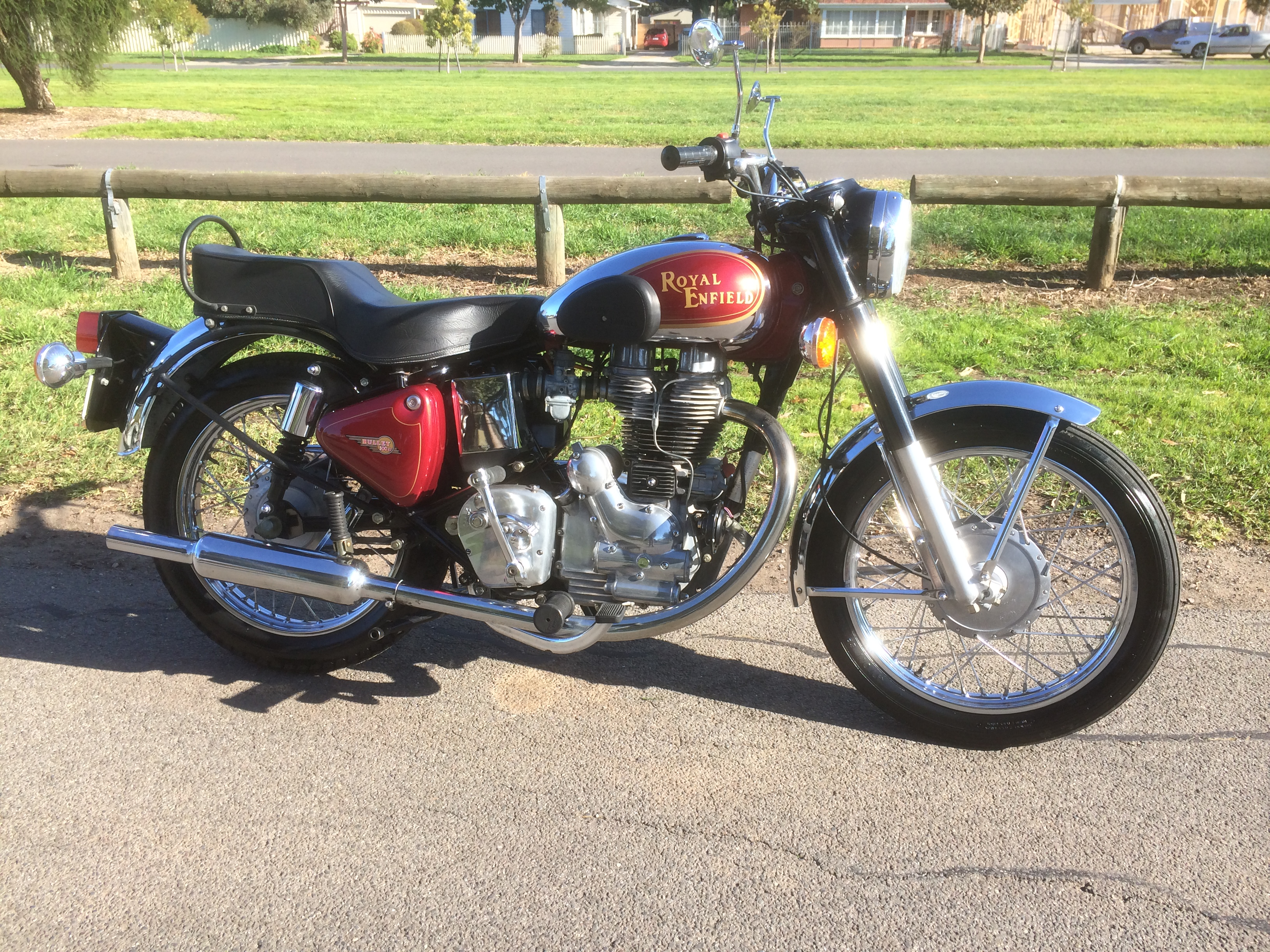
ロイヤルエンフィールド・ブリット500

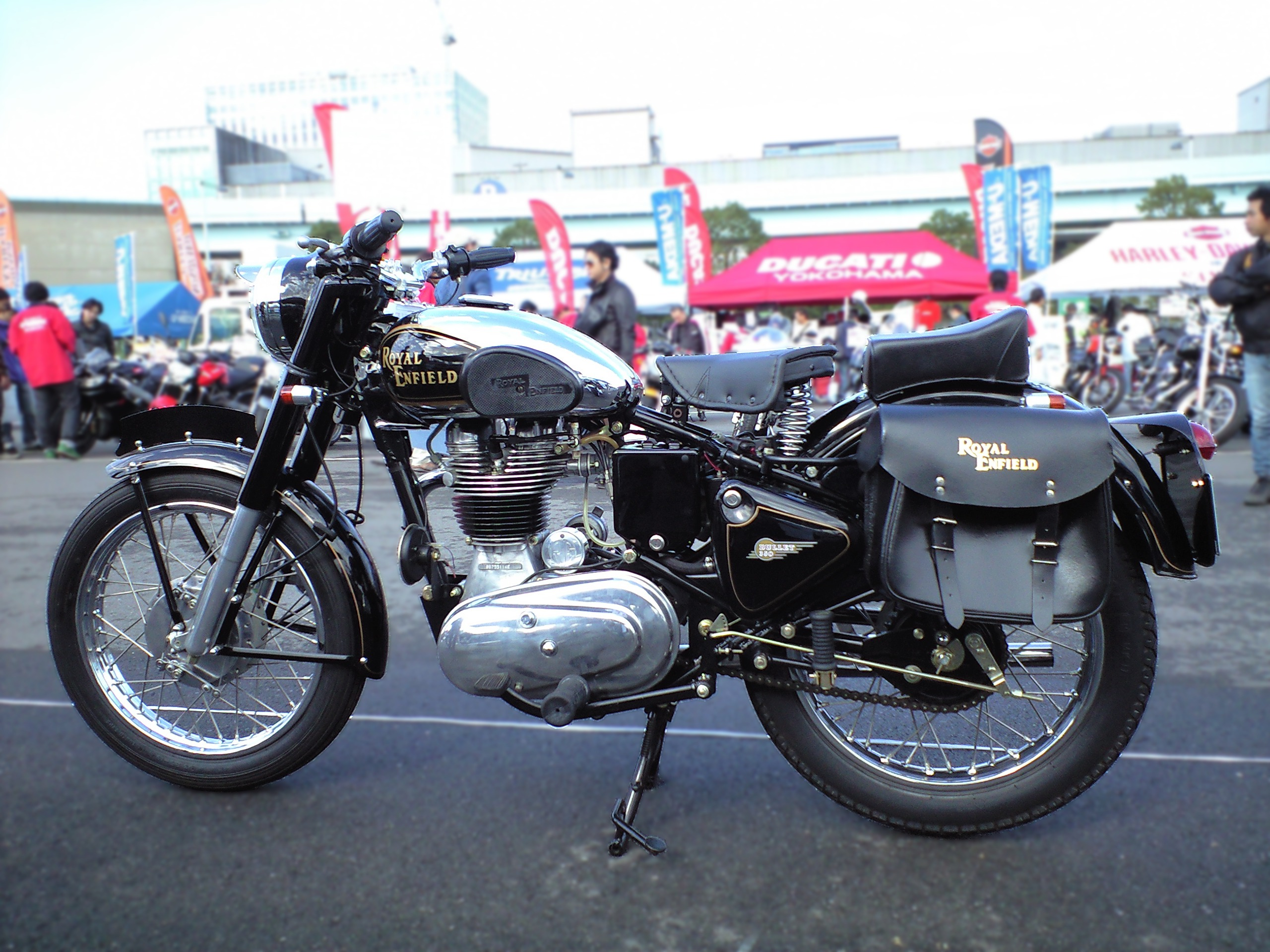
ロイヤルエンフィールド・ブリット350

ロイヤル·エンフィールド（Royal Enfield）は、現存するオートバイブランドで世界で最も古く、イギリス発祥のオートバイメーカーであり、現在は、インドのオートバイブランドで、アイシャー・モーターズの一部門である。ティルヴォッティユールに本拠を構える。同社の標語は、"Made Like A Gun"。
日本ではレーシングドライバーの高橋一穂が代表取締役を務めるVTホールディングスの完全子会社のピーシーアイ株式会社が正規輸入総代理店となり、全国各地で販売を行っている。

## 歴史
- 1851年 - ジョージ・タウンゼンド（George Townsend）がイングランドウスターシャー州レディッチにジョージ・タウンゼンド・アンド・カンパニー設立。
- 1871年 - 自転車、自転車部品製造開始。
- 1880年 - タウンゼンド・サイクル・カンパニー設立。
- 1892年 - 自転車（エンフィールド）製造開始。イーディ・マニファクチュアリング・カンパニーに社名変更。その後、エンフィールド・マニファクチュアリング・カンパニー設立。
- 1897年 - 独立し、エンフィールド・サイクル・カンパニー設立。
- 1901年 - オートバイ製造開始。
- 1955年 - マドラス・モーターサイクルズと提携し、南インド・チェンナイにて、エンフィールド・インディア設立。
- 1962年 - 他社に経営権を譲渡。
- 1971年 - イギリスの本社が倒産。インド側では生産が続行される。
- 1993年 - アイシャーがエンフィールド・インディアを買収。
- 1994年 - エンフィールド・インディアからロイヤルエンフィールド・モーターズに社名変更。
- 1996年 - 吸収合併されてアイシャーの一部門となる。

## 車種

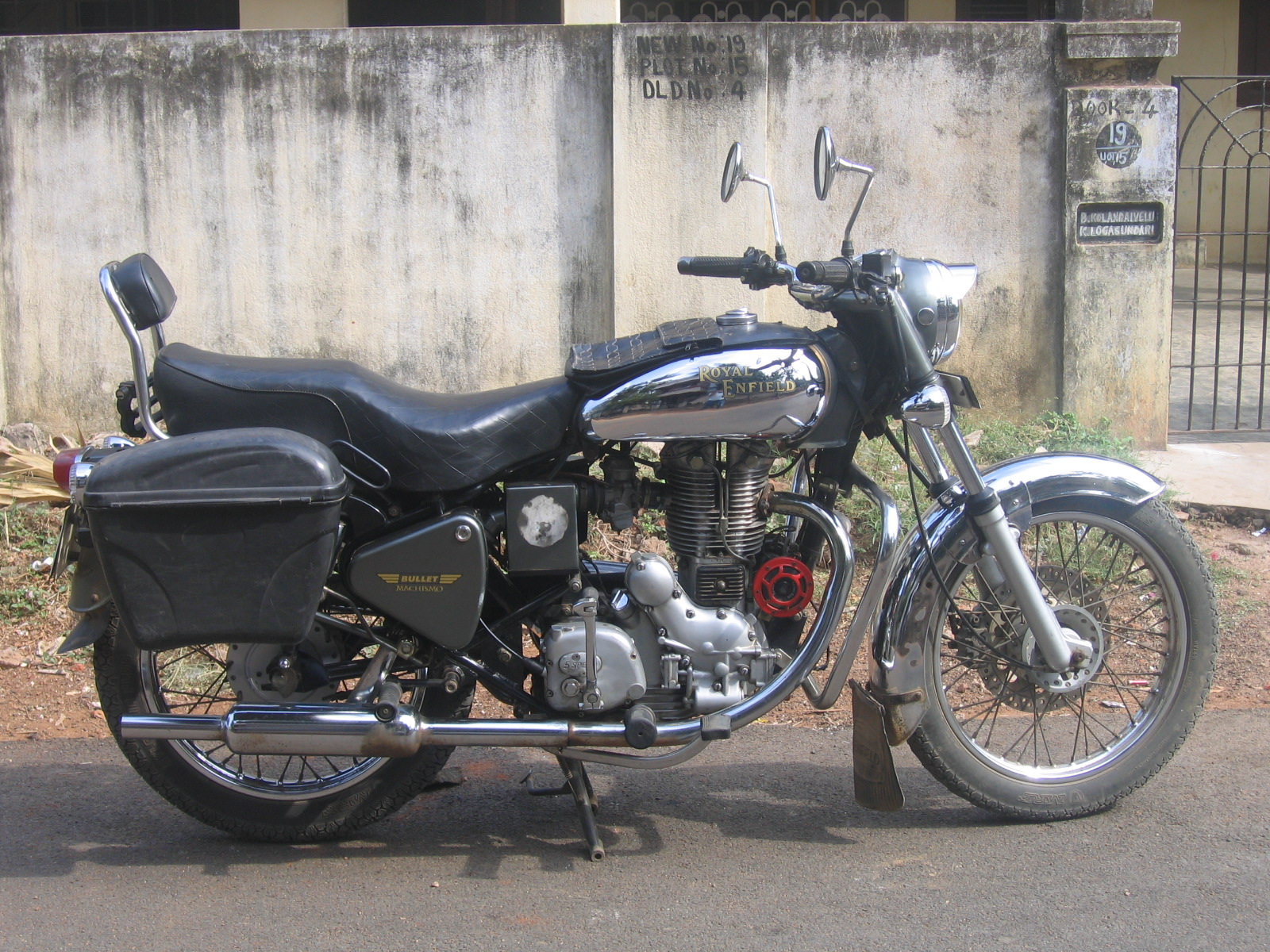
ロイヤルエンフィールド・マチスモ350

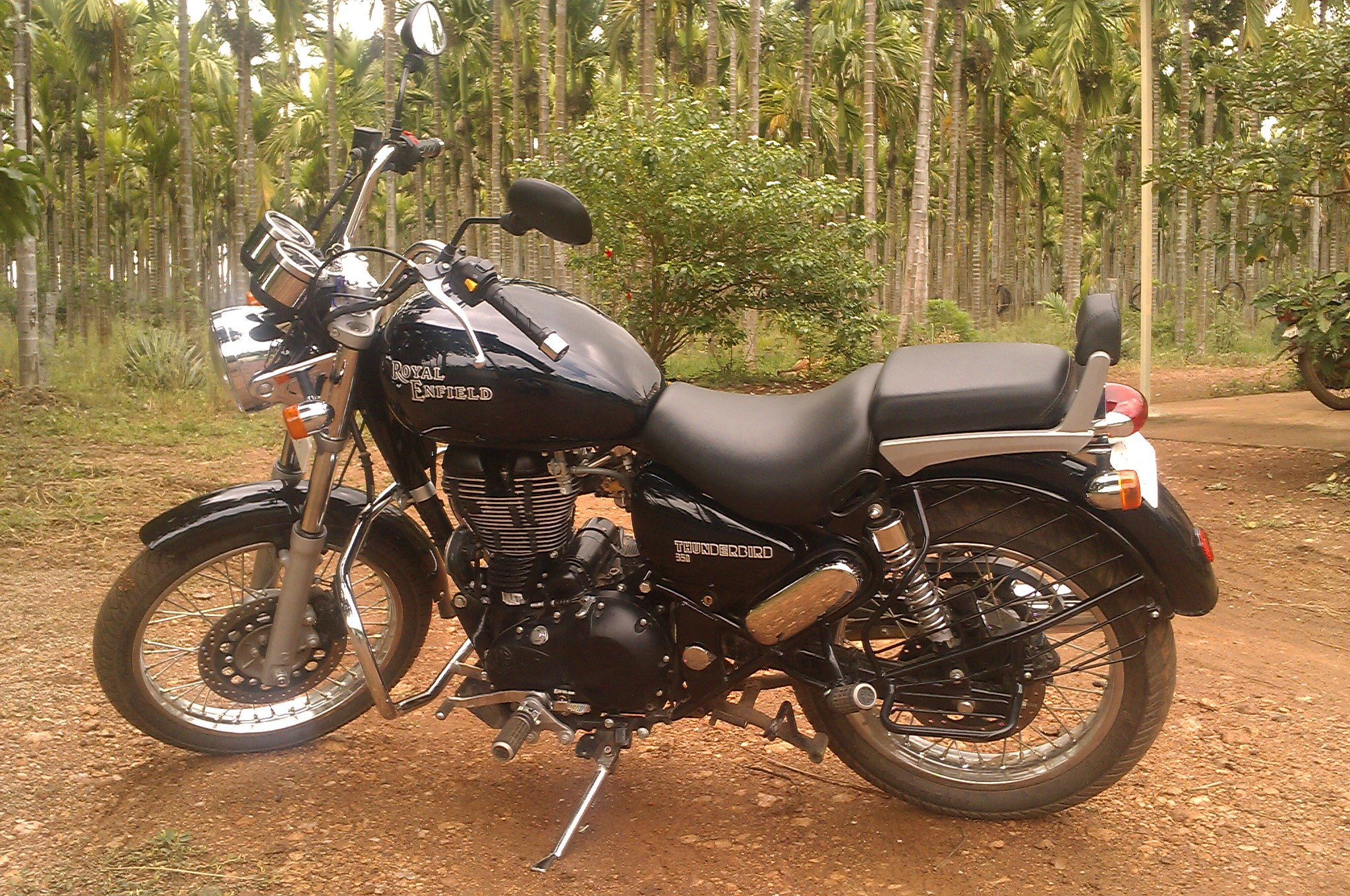
ロイヤルエンフィールド・サンダーバード

イギリスよりインドに生産が移ってからもオートバイの車体構造をほとんど変更しなかったため、かつては「本物のクラシックバイク」として貴重な存在となっていた。また構造が複雑でなかったことからエンジンの載せ替え改造が行われることが多く、なかにはエンフィールド＝ロビン・D-R400Dなどオートバイとしては珍しいディーゼルエンジンに換装されたものまで存在する。
なお2025年現在発売されている車両は欧州の保安および環境規制に適応させるため車体およびエンジンの構造やブレーキが大幅に見直されており、キャブレターを廃止し燃料噴射装置化、キックスターターの廃止、排ガス規制ユーロ5＋への適用やABSを標準装備したものが生産されている。
空冷エンジンモデルだけでなく、水冷エンジンモデルもラインナップされている。
- ブリット
- クラシック
- メテオ
- ハンター
- インターセプター[注釈 1]
- コンチネンタルGT
- ヒマラヤ
- スクラム
- ゲリラ
- ショットガン
- ベアー